# Vilém Jičinský
Vilém Jičinský (26. srpna 1832 Karlštejn – 9. října 1902 Praha) byl ostravský báňský odborník. Sehrál významnou roli v období industrializace Ostravska v druhé polovině 19. století. Byl to technik, manažer, vědec, komunální politik, vlastenec, národní buditel a mecenáš. Spolu s Ignácem Vondráčkem a Emanuelem Balcarem přispěl k formování českého spolkového života v Ostravě.

## Život
Narodil se na známém českém hradě, v purkrabství. Jeho otec Ferdinand Jitschinsky byl správcem zdejšího tabulového statku. Od mládí byl svou rodinou veden k vlastenectví, které se později silně odráželo v jeho aktivitách. Velký vliv na mladého Jičinského měly návštěvy Františka Palackého u jeho rodičů.
Vlastenecká rodina kladla velký důraz na vzdělání pro své potomky. Proto byl Vilém se svým bratrem poslán na studia do Prahy. Nejprve vychodili hlavní a reálnou školu, ze které si však odnášeli negativní zážitky. Jejich učitelé, vypjatí němečtí nacionalisté, se k českým žákům chovali pohrdavě a častovali je urážkami jako požírači povidel, hlupáci či české palice. Jičinský se ve svých pamětech později zmiňoval, že tento hořký pocit z netolerance učitelů se mu vracel i po letech.
Po ukončení reálky začal studovat českou polytechniku (1847–1852) a posléze horní učiliště v Příbrami. Slavnostním skokem přes kůži byl 6. listopadu 1852 přijat do hornického stavu. V roce 1854 studia dokončil ziskem titulu horního inženýra. Podobně jako generace jeho předků (s výjimkou jeho otce) tak spojil svůj život s hornictvím.
Do Moravské Ostravy zkušebně odešel roku 1856. Začal pracovat u Severní dráhy císaře Ferdinanda. Jeho vynikající schopnosti, pracovitost, nadání k řízení a organizování jej předurčily k rychlému pracovnímu postupu. Vystřídal profese jako asistent, závodní ředitel na dolech Albert a Hubert v Hrušově či důlní měřič v revíru Přívoz. V roce 1868 byl pověřen vedením dolů na Zárubku v dnešní Slezské Ostravě. O své znalosti se často dělil s jinými formou článků v časopisech a ročenkách, byl také autorem řady odborných příruček.
V červnu 1864 se oženil s Laurou Schreiberovou, se kterou měl třináct dětí. Jejich počet, i na svou dobu značný, ozřejmoval svým osobitým humorem: žádný z jeho šesti sourozenců neměl potomky, a tak veškerá tíha rodu zůstala na něm. Kromě profesního a osobního života věnoval svůj čas také životu společenskému. Byl zakladatelem českého spolku Občanská beseda i Občanské záložny v Moravské Ostravě.
Roku 1871 na rok opustil Ostravu, aby se po roce vrátil, tentokrát jako ředitel Spojených vítkovických kamenouhelných dolů v Moravské Ostravě. Zde vznikl ve stejném roce z jeho iniciativy Hornicko-technický spolek organizující odborná setkání a výměnu zkušeností. V těžbě prosazoval nové metody a technologie, zajímavostí jsou např. lanovky dopravující uhlí. První byla vybudována v roce 1883 a vedla z dolu Anselm v Petřkovicích do Přívozu. Roku 1882 byl císařským rozhodnutím jmenován horním radou. Podílel se na založení české Horní školy v Moravské Ostravě v roce 1874 (současná Střední průmyslová škola elektrotechniky a informatiky).
Podobně jako mnozí úspěšní podnikatelé své doby i on vstoupil do komunální politiky. V obecním výboru Moravské Ostravy působil nepřetržitě od roku 1878 do roku 1896. Byl iniciátorem vytvoření prvního polohopisného plánu města pro usměrnění výstavby a na jeho realizaci se sám podílel. Jeho osobní zásluhou bylo nalezení nových zdrojů pitné vody pro stavbu vodovodu. Tehdejší představitelé města v této záležitosti nevyvíjeli prakticky žádnou aktivitu, proto Jičinský na vlastní náklady provedl průzkum a hotový projekt rovnou předložil městu k realizaci.
Na odpočinek odešel v roce 1897. Zemřel roku 1902 v Praze.

## Dílo

### Publikace
- Das Mährisch-schlesische Steinkohlen-Revier bei Mährisch-Ostrau : in bergmännischer Beziehung (1865)
- první učebnice pro horní školu v Moravské Ostravě
- Katechismus důlního větrování pro podůlní a dozorce (1875)
- Katechismus budování důlního pro podůlní a dozorce (1876)
- Die Schlagwetter nicht zündende Sand-Patrone (1888)
- Die Ökonomie beim Steinkohlenbergbaue (1888)
- Bergmännische Notizen aus dem Ostrau-Karwiner Steinkohlenrevier gesammelt vom Jahre 1856-1898 (1898)
- Cesta Ostravana do Ameriky leta Páně 1893
- Několik slov a číslic pro rakousko-uherského horníka při uhelných dolech (1902)